# Тода (Сайтама)

35°49′3″ пн. ш. 139°40′40″ сх. д. / 35.81750° пн. ш. 139.67778° сх. д.
То́да (яп. 戸田市, とだし, МФА: [toda ɕi̥]) — місто в Японії, в префектурі Сайтама.

## Короткі відомості
Розташоване в південно-східній частині префектури, в районі середньої течії річки Ара. Виникло на основі середньовічного постоялого містечка на Середгірському шляху. Основою економіки є комерція, виробництво електротоварів. В місті щорічно проходять змагання на байдарках. Станом на 1 жовтня 2008 площа міста становила 18,17 км². Станом на 1 січня 2009 населення міста становило 120 628 осіб.